# Ștefan Prutianu
Ștefan Prutianu (n. 11 septembrie 1954, satul Zăpodeni, județul Vaslui) este un economist român, profesor universitar de comunicare și negociere în afaceri la Facultatea de Economie și Administrarea Afacerilor din Iași.

## Biografie
Ștefan Prutianu s-a născut la data de 11 septembrie 1954 în satul Zăpodeni (județul Vaslui). A urmat studii la Liceul Energetic din Iași (1969-1974), după care a absolvit cursurile de la Facultatea de Științe Economice, Specializarea Economia Industriei din cadrul Universității "Al.I.Cuza" din Iași (1979). A urmat apoi studii adiționale de ergonomie (CEPECA, 1982), organizarea producției (CEPECA, 1985) și analiza valorii (I.P. "Gh. Asachi", Iași, 1984).
După absolvirea facultății, a lucrat ca economist la întreprinderea "Nicolina" din Iași (1979-1986), apoi ca cercetător la CCSIT UMP Iasi (1987-1989), redactor la revista "Timpul" (1989-1991) și contabil șef la Editura "Junimea" din Iași (1990).
La data de 14 decembrie 1989 a organizat și condus mișcarea anticomunistă desfășurată în Piața Unirii din Iași, la orele 16.00. A fost arestat de Securitatea din Iași în 15 decembrie 1989 și eliberat din închisoare în după-amiaza zilei de 22 decembrie 1989. "Noi eram contaminați de ceea ce vedeamla televizor. Așa cum bucureștenii aveau antenele spre bulgari, noi le aveam spre ruși. Ne-a venit ideea văzând ce e acolo”, a declarat el ulterior.
Despre perioada de detenție afirmă: "Am stat în arest începând cu 15 decembrie până pe 22 decembrie la prânz. Ce metode de anchetare? Începând cu setea. Trebuia să scriu sute de pagini ca să primesc un strop de apă. Pot spune că Securitatea m-a învățat să scriu, scriam ca un student fără bani de cursuri pentru o gură de apă. (...) Primele trei zile am stat într-o celulă fără pat. Doar cu o masă și un scaun. La un moment dat în celulă a intrat Ciurlău, Alexa (Ioan Alexa - șeful Procuraturii n.n.) și încă un anchetator. Ciurlău era unul dintre cei duri. Țin minte că după un șir lung de întrebări și răspunsuri i-am spus: N-aveți ce face. Suntem unul într-o parte și altul în cealaltă. (...) Erau foarte instruiți. Unul susținea că-i doctor în filosofie. Era căpitan și studiase Heidegger, subaltern de-al lui Ciurlău. Nu l-a împiedicat să mă bată la tălpi. A fost o anchetă înfiorătoare. Presiunea psihică era combinată cu cea fizică. Am cedat și le-am spus tot ce știam. Nu m-au crezut că n-am legături superioare. Nici nu aveam, de la mine pornise totul. Mulți au spus că sunt un laș, dar așa Iașul n-a fost Timișoara și acum sunt viu." 
În mai 2006, a fost declarat prin modificarea și completarea Legii recunoștinței față de eroii-martiri și luptătorii care au contribuit la Victoria Revoluției Române din Decembrie 1989, nr. 341/2004, drept luptător pentru Victoria Revoluției din decembrie 1989. Este membru al Asociației 14 decembrie 1989 din Iași.
Din anul 1992, a lucrat în învățământul superior ca lector, conferențiar și apoi ca profesor universitar. În anul 1995 a obținut titlul științific de doctor în economie. Predă cursurile de Cercetări de marketing, Comunicare și relații publice și Tehnici de vânzare și negociere.
A efectuat o serie de stagii profesionale în următoartele domenii: marketing (L'Université Paris-Sud, IUT de Sceaux, 1992; Universidad de Las Islas Baleares, 1992); comunicare (University of Nebraska at Omaha, 1993; L'Université Lille II, 1995); administrație publică (Genesis, Roma, 2000).
Profesorul Prutianu este membru în mai multe asociații profesionale: ARAT (Asociația Română de Analiză Tranzacțională) și EATA (European Association of Transactional Analysis), ambele din anul 2000. Printre realizările deosebite se numără Premiul anului 1998 acordat de Uniunea Scriitorilor (Fondul Literar) pentru "Inteligența Marketing Plus", brevetul de invenție nr. 95742/1988/România, 11 cărți de specialitate, 47 de articole și studii în publicații de specialitate și aproape 1000 de articole în presa generală.

## Lucrări publicate
Ștefan Prutianu este autor, coautor și coordonator al mai multor lucrări în domeniul marketingului, al comunicării și negocierii în afaceri. Dintre acestea menționăm:
- Introducere în modelarea economică (Ed. Universității "Al. I. Cuza" Iași, 1988);
- Managementul micilor afaceri (Ed. Logos, Chișinău, 1993);
- Marketing - probleme, teste, comentarii (Ed. Universității "Al. I. Cuza" Iași, 1995);
- Negocierea și analiza tranzacțională (Ed. Sagittarius, Iași, 1996);
- Comunicarea interumană și negocierea afacerilor (Ed. Universității "Al. I. Cuza" Iași, 1996);
- Inteligența Marketing (Ed. Tiparul, Iași, 1997);
- Inteligența Marketing Plus (ed. I, Ed. Polirom, Iași, 1998; ed. a II-a, 2004) - în colaborare cu Corneliu Munteanu și Cezar Caluschi;
- Comunicare și negociere în afaceri (Ed. Polirom, Iași, 1998);
- Manual de comunicare și negociere în afaceri - 2 vol. (Ed. Polirom, Iași, 2000);
- Cercetarea de marketing: studiul pieței pur și simplu (ed. I, Ed. Polirom, Iași, 2001; ed. a II-a, 2005) - împreună cu Bogdan Anastasiei și Tudor Jijie;
- Antrenamentul abilităților de comunicare - 2 vol. (Ed. Polirom, Iași, 2004, 2005):
- Antrenamentul abilităților de negociere (Ed. Polirom, Iași, 2006) etc.

De asemenea, el a publicat peste 50 de studii și articole din domeniul științelor economice în general și Marketingului și comunicării, în special, în publicații cum ar fi: "Capital", "Tribuna Economică", "Economistul", "Idei de afaceri", "Monitorul Financiar", "Timpul" etc.